# Бентонвилл (Огайо)
Бентонвилл (англ. Bentonville) — переписное место в северном городке Спригг, округ Адамс, штат Огайо, США. Согласно переписи 2010 года местное население составляло 327 жителей. Несмотря на то, что он не является юридическим лицом, он имеет почтовое отделение и почтовый индекс с ZIP-кодом 45105.
Бентонвилл расположен на государственных маршрутах № 41 и 136. Они проходят одновременно через сообщество, разделяясь на отдельные маршруты на южной окраине Бентонвилля.

## История
Бентонвилл был заложен в 1839 году. Он назван в честь Томаса Харта Бентона, сенатора из Миссури. Почтовое отделение работает в Бентонвилле с 1842 года.
В Бентонвилле находится памятник Обществу воров против лошадей. Кража лошадей больше не является проблемой в округе Адамс, однако, Общество продолжает существовать и проводить собрания.
Верна Нейлор, бывшая почтмейстер из Бентонвилля, была старейшим почтмейстером в стране и старейшим сотрудником почтовой службы США, когда она умерла 6 июля 2010 года в возрасте 94 лет. Она управляла почтовым отделением из одного человека из своего дома более 40 лет после того, как она унаследовала должность своего мужа, бывшего почтмейстера.

## География и местность
По данным Бюро переписи населения США, общая площадь Бентонвилля составляет 4,47 км², вся площадь — суша.
Ближайший город Мейсвилл находится в 16,5 км к юго-западу от Бентонвилля.
Рельеф вокруг Бентонвилля ровный. Цветущий лес почти полностью покрывает Бентонвилл.

## Демография
По данным на в переписи 2010 года, население было 287 человек в 119 домохозяйствах в составе 87 семей. В Бентонвилле приходится около 9 человек на км² всей территории. Плотность населения городка была 64,16 жителей на км²; 142 квартиры. Из 287 жителей Бентонвилля состояли: 99,65 % белые, 0 % афроамериканцев, 0,35 % индейцев, 0 % азиатов, 0 % были выходцами из тихоокеанских островов, 0 % были из других рас и 0 % метисов от двух и более рас. Из общей численности населения 0,7 % были испанцы или латиноамериканцы любой расы.
По возрастным диапазонам население распределялось следующим образом: 20,6 % — лица моложе 18 лет; 57,8 % — лица в возрасте 18—64 лет; 21,6 % — лица в возрасте 65 лет и старше. Средний возраст жителей составлял 43,4 года. На 100 лиц женского пола в переписной местности приходилось 78,3 мужчин; на 100 женщин в возрасте от 18 лет и старше — 90,0 мужчин, также старше 18 лет.
Средний доход на одно домашнее хозяйство составил 67 492 $ (в среднем — 57 000 $), а средний доход на одну семью — 71 362 $ (в среднем — 57 083 $). Гражданское трудоустроенное население составляло 68 человек. Основные области занятости: образование, здравоохранение и социальная помощь — 25,0 %, информация — 20,6 %, строительство — 19,1 %.

## Климат
В Бентонвилле континентальный климат. В среднем температура составляет 12°С. Самый тёплый месяц — август, 23°С; наиболее холодный — февраль, 0°С. Среднее количество осадков составляет 1478 мм в год. Первый месяц с дождём — июль, выпадает осадков до 186 мм, последний — ноябрь, выпадает осадков до 69 мм.

## Галерея
| - Знак сообщества Бентонвилля - Вид на северо-восток на Огайо-Хайвей 41/136 в Бентонвилле - Памятник Бентонвиллю, борцу против воров - Мемориальная доска в Огайо — Памятник Бентонвиллю, борцу против воров |